# Голландский шаг

Связанная система координат ЛА

Анимация автоколебаний типа «голландский шаг»

Голландский шаг — возникающее при полёте самолёта сложное пространственное автоколебание в связанной системе координат, состоящее из противофазной комбинации рысканья (путевых или курсовых колебаний) и раскачивания из стороны в сторону (крена).
Возникновение термина голландский шаг сейчас точно неизвестно, но, вероятно, что это как-то связано с конькобежным спортом — телодвижения спортсмена-конькобежца могут напоминать пространственную раскачку самолёта.

## Физика явления
Колебания типа голландский шаг проявляется в результате недостаточной путевой устойчивости и чрезмерной поперечной устойчивости самолёта.
Когда самолёт вращается относительно продольной оси OX, то самопроизвольно возникает скольжение в сторону опускающегося крыла за счёт возникающей боковой составляющей силы тяжести. Это сразу же приводит к возникновению момента поперечной устойчивости, который стремится уменьшить возникший крен. В то же время возникает и момент путевой устойчивости, стремящийся развернуть нос самолёта в сторону возникшего скольжения. Поскольку на многих самолётах путевая устойчивость значительно слабее поперечной, то восстановление скольжения отстаёт по времени от восстановления крена. Самолёт по инерции проскакивает положение без крена и начинает крениться в противоположную сторону. Таким образом, самолёт, без вмешательства лётчика в управление, будет совершать незатухающие колебания по крену и скольжению.
На поперечную устойчивость влияет аэродинамическая компоновка самолёта и в особенности — стреловидность крыла: у выдвинутого вперёд полукрыла (при развороте) увеличится коэффициент подъёмной силы, а у отстающего соответственно уменьшится, так возникнет кренящий момент в сторону, обратную скольжению.

## Способы противодействия

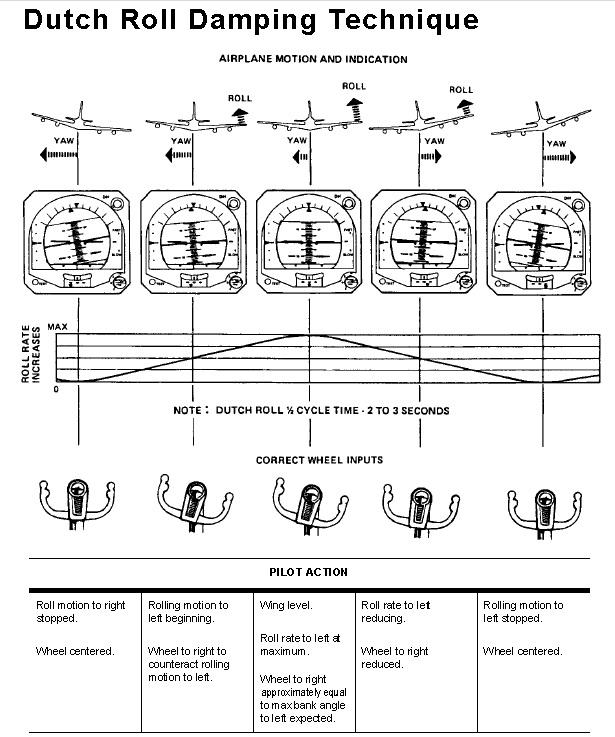
Схема противодействия «голландскому шагу», скан из руководства к самолёту Boeing E-3 Sentry

Колебаниям типа голландский шаг в большей или меньшей степени подвержены практически все самолёты, но реальная необходимость технического решения проблемы возникла с появлением стреловидного крыла.

Меры конструктивного противодействия «голландскому шагу»: слева — конструкция с низкой путевой устойчивостью, справа — повышенная путевая устойчивость за счёт удлинения хвостовой части фюзеляжа, укрупнения вертикального хвостового оперения, сопутствующего смещения крыльев ближе к носу.

На относительно устойчивых самолётах достаточно ввести в канал управления рулём направления контур автоматического парирования разворачивающего момента — это так называемый демпфер рыскания. Чувствительным элементом демпфера рыскания является двухстепенной гироскоп, реагирующий на угловую скорость ω y, относительно нормальной оси ОY, снимаемый с которого электрический сигнал обрабатывается, усиливается и подаётся на рулевую машину автопилота или рулевой агрегат САУ.
На склонных к раскачке или статически неустойчивых самолётах установлены автоматы демпфирования по всем трём каналам (демпферы рыскания, тангажа и крена).
Демпфер рысканья — это полностью автоматическая система, помогающая лётчику. В полёте при работе демпфера и автоматическом отклонении руля никаких перемещений органов управления в кабине экипажа не происходит.

## Происшествия
- 3 мая 2013 года самолёт-заправщик Boeing KC-135 Stratotanker № 63-8877 взлетел с авиабазы Манас (недалеко от Бишкека, Киргизия). После взлёта у него отказал демпфер рыскания. Через 9 мин полёта раскачка по курсу переросла в пространственные автоколебания типа «голландский шаг». Экипаж причины раскачки не определил. При выполнении разворота автоколебания значительно усилились, и на 18-й минуте полёта самолёт разрушился из-за нерасчётных перегрузок, а экипаж из трёх человек погиб.